# Komunikacijski menedžment
Komunikacijski menedžment (angleško Communications management) je celovito upravljanje in vodenje organizacijskega komuniciranja tako, da se oblikuje in vzpostavi enakopraven, stalni dialoški in interaktivni odnos med organizacijo in njenim okoljem, njenimi javnostmi. Je proces sistematičnega osmišljanja, načrtovanja, izvajanja in vrednotenja komuniciranja organizacije z njenimi notranjimi in zunanjimi javnostmi.